# Tabliczka z Dispilio

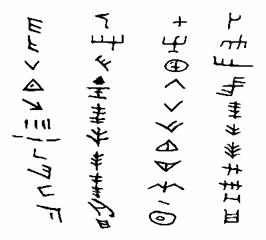
Reprodukcja znaków z tabliczki z Dispilio

Tabliczka z Dispilio (znana także jako pismo z Dispilio lub dysk z Dispilio) – drewniana tabliczka z wyrytymi znakami, znaleziona podczas wykopalisk w miejscowości Dispilio w Grecji. Datowanie radiowęglowe ustala jej wiek na około 5260 lat przed Chrystusem. 
Tabliczka ta została znaleziona w roku 1993 w obrębie byłej osady neolitycznej, która znajdowała się na sztucznej wyspie na jeziorze (dzisiejsze jezioro Kastoria, w prefekturze Kastoria w Grecji).